# R-7 (balistická raketa)
R-7 (rusky Р-7) je výrobní typové označení první sovětské mezikontinentální balistické rakety, běžně známé pod přezdívkou Semjorka (rusky Семёрка, česky tedy sedmička). Vynesla 4. října 1957 na oběžnou dráhu první družici Země Sputnik 1.
Vojenský index je 8К71. Kódové označení používané ministerstvem obrany USA je SS-6, v rámci vojenské složky organizace NATO (ASCC) byla nazývána kódovým jménem Sapwood.
R-7 sice představovala ve své době špičku raketové techniky[zdroj?], ale byla zcela nevhodná pro vojenské nasazení vzhledem k tomu, že vyžadovala relativně dlouhou přípravu ke startu, rozsáhlé technické zázemí (výrobní závod na zkapalňování kyslíku ze vzduchu), velké montážní haly pro její přípravu a velkou vypouštěcí rampu na úrovni terénu, kterou nebylo možno skrýt před fotografickým průzkumem z vysokolétajících špionážních letadel (např. U-2 – sporné → 1. květen 1960) a později ani před fotografickými průzkumnými družicemi. V bojové pohotovosti na rampě i po dalších vylepšeních nemohla být udržována déle než jeden měsíc.
Na druhou stranu po odstranění počátečních závad byla velmi spolehlivá a výkonná. Proto se stala základem pro vývoj celé řady různých nosných raket, které se používají v modernizovaných verzích dosud.

## Konstrukce

Rodina raket R-7 a jejích nástupců

Raketa R-7 je jedenapůlstupňová (dvoustupňová) raketa s paralelním uspořádáním stupňů. První stupeň (někdy označovaný jako nultý nebo vzletový stupeň) tvoří čtyři boční kuželovité bloky označované jako bloky B, V, G, a D (podle druhého až pátého písmene azbuky - Б, В, Г, Д), umístěné do kříže kolem druhého stupně, označovaného jako blok A. Ve všech blocích jsou používány čtyřkomorové vysokotlaké kapalinové raketové motory s otevřeným cyklem, s dodávkou komponent pohonných látek do spalovacích komor turbočerpadlovými agregáty. Do sestavy motorů prvního stupně RD-107 (výrobní typové označení 8D74) patří vždy po dvou pomocných řídicích tryskách, používaných k udržování směrové stability rakety a k řízení směru jejího letu; motor druhého stupně RD-108 (8D75) má tyto řídicí trysky čtyři. Jako kapalné pohonné látky se používá v obou stupních kerosin T-1 jako palivo a podchlazený kapalný kyslík jako okysličovadlo. Trup druhého stupně se nad bodem horního upevnění bloků prvního stupně mírně rozšiřuje. Paralelní uspořádání Koroljov zvolil z důvodu dosažení co nejmenší délky sestavené rakety, přičemž maximální průměr i délka jednotlivých bloků byla omezena požadavky na možnost přepravy dílů z výrobního závodu na bojová stanoviště železnicí. Jednotlivý díl rakety naložený na vagonu se musel vejít do průjezdového profilu sovětských železnic. Další výhodou je možnost vyhnout se startování motorů druhého stupně za letu, což je jeden z možných okamžiků selhání.
Motory prvního i druhého stupně se zažehují pyropatronami ve všech 30 spalovacích komorách současně, a to přibližně 4 sekundy před vlastním vzletem rakety. Raketa je do okamžiku vzletu pomocí čtyřdílné rozklápěcí konstrukce zavěšena nad šachtou pro odklonění spalných plynů.
Řízení R-7 bylo kombinované, využívalo palubního inerciálního měřicího systému, kombinovaného s dálkovým ovládáním radiotechnickými prostředky.

## Historie

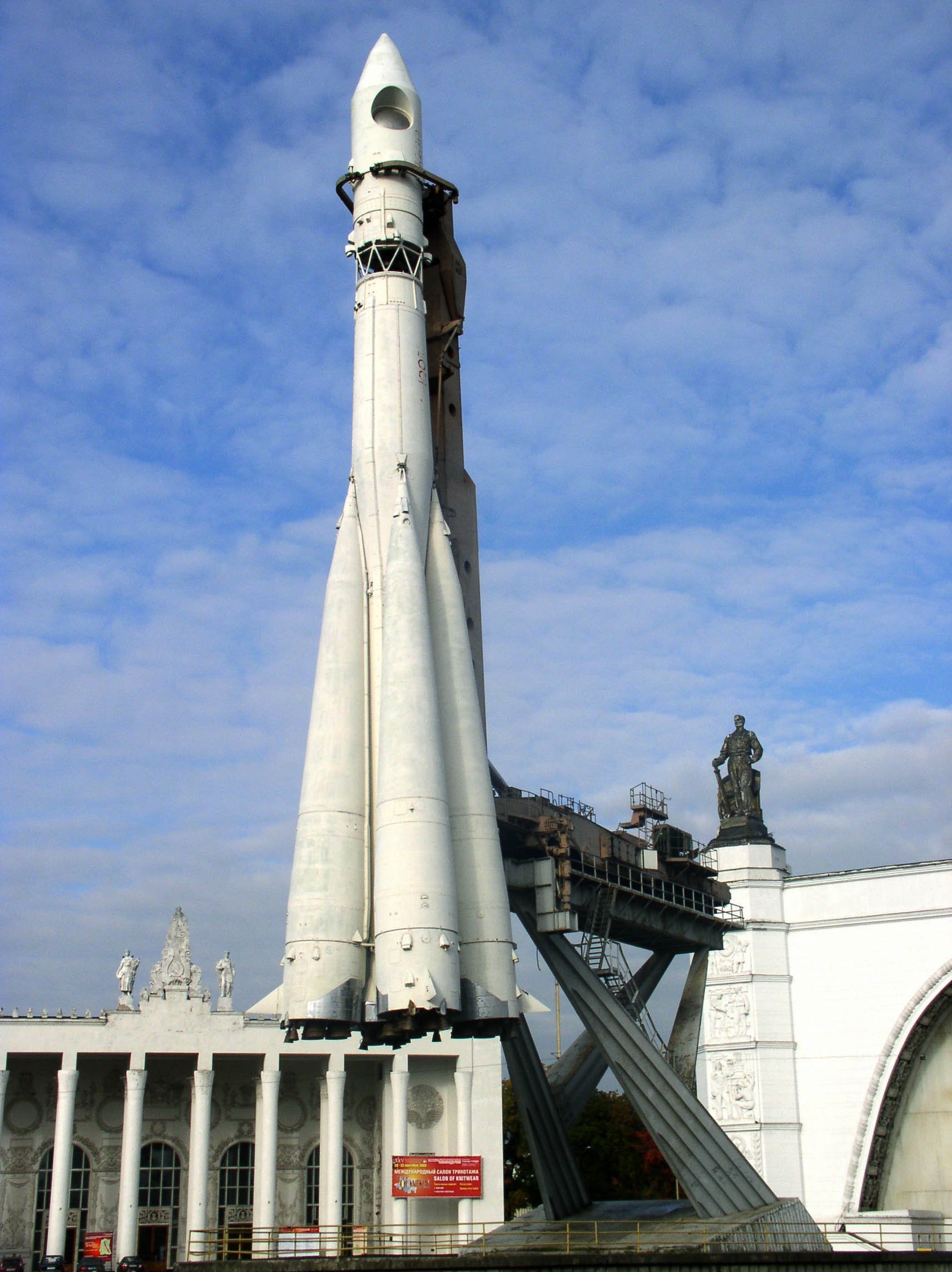
R-7 8K72 "Vostok" na výstavě

Raketu vyvinula konstrukční kancelář OKB-1 (Opytno-konstruktorskoje bjuro, Опытно-конструкторское бюро ОКБ-1) v městečku Podlipki (nyní Koroljov), Moskevská oblast, pod vedením hlavního konstruktéra S. P. Koroljova. Prototypové exempláře byly vyrobeny v tajném závodě č. 88 (nyní RKK Eněrgija) v Podlipkách; sériová výroba byla později předána do Státního leteckého výrobního závodu č. 1 (Государственный авиационный завод № 1, nyní CSKB-Progress, ЦСКБ-Прогресс) v městě Kujbyšev (nyní Samara). Raketové motory pro raketu R-7 vyvinula a vyrobila konstrukční kancelář OKB-456 (nyní NPO Energomaš) pod vedením hlavního konstruktéra, akademika V. P. Gluška a řídicí systémy pak vědecko-výzkumný ústav NII-885 (Научно-исследовательский институт № 885, НИИ-885) řízený N. A. Piljuginem. Raketa byla teoreticky schopná dopravit bojovou hlavici o hmotnosti kolem 3 tun na vzdálenost 8800 km, přičemž rozptyl od bodu zacílení neměl převyšovat 5 km. Ve výzbroji Sovětské armády byla v létech 1959 až 1960, i když nebyly dokončeny všechny letové zkoušky; v roce 1960 byla nahrazena vylepšenou verzí R-7A.
Konstrukční kancelář OKB-1 S. P. Koroljova zahájila práce na studiích mezikontinentální balistické rakety na základě rozhodnutí Rady ministrů SSSR ze dne 4. prosince 1950 v rámci projektu označovaného N-1. Po změnách zadání, způsobených požadavkem na vyšší nosnost této rakety, zadala Rada ministrů výnosem č. 956-4088 ze dne 20. května 1954 úkol OKB-1 vyvinout balistickou mezikontinentální raketu R-7. Projektové práce na ní byly ukončeny již 11. března 1955 a výrobní závod v Podlipkách přistoupil k výrobě prvních prototypů.
První letové exempláře byly dopraveny na Bajkonur v lednu 1957. Přípravy prvního startu se protahovaly a tak k němu došlo až 15. května 1957; skončil však havárií a trosky rakety se zřítily asi 400 km od místa startu. Po dalších neúspěších se první úspěšný vzlet rakety uskutečnil 21. srpna 1957, raketa ulétla 6 314 km a maketa hlavice se rozpadla nad cílovou oblastí Kura na Kamčatce.
Protože představitelé SSSR přislíbili vypuštění umělé družice v rámci tehdy probíhajícího Mezinárodního geofyzikálního roku a hrozilo nebezpečí, že USA vypustí svoji družici dříve než Sovětský svaz, připravil S. P. Koroljov jednoduchou družici kulového tvaru, označovanou jako PS (prostějšíj sputnik, česky „nejjednodušší družice“) a jako nosnou raketu použil upravenou verzi balistické rakety R-7 s označením 8K71PS, později nazvanou Sputnik. Úpravy spočívaly v odstranění těžké konstrukce pro upevnění bojové hlavice s termonukleární náloží a rádiového řídicího systému, což umožnilo raketě dosáhnout první kosmické rychlosti. Start dne 4. října 1957 se zdařil a na oběžnou dráhu se dostala první umělá družice Sputnik 1. Protože byla k dispozici pro případ havárie záložní raketa stejné modifikace, byla s její pomocí vypuštěna 3. listopadu 1957 druhá družice Sputnik 2.
Paralelně s tím probíhaly ověřovací zkoušky vojenské verze. Přestože nebyly dokončeny, rozhodlo ministerstvo obrany SSSR ji zavést do výzbroje. Formálně se tak stalo 9. února 1959. Pro potřeby raketových vojsk byly zřízeny dvě vypouštěcí rampy na Bajkonuru a čtyři na nové základě vybudované poblíž městečka Pleseck v Archangelské oblasti na severu evropské části Ruska. Tato základna byla uvedena do plné bojové pohotovosti v říjnu téhož roku.
V roce 1960 byl typ R-7 postupně stahován z výzbroje a nahrazován pokročilejší verzí R-7A s doletem až 12 000 km.

## Další vývoj
Na základě této rakety, respektive její vylepšené verze R-7A byly postupně vyvinuty další modifikace, které sloužily jako nosné rakety pro potřeby sovětské a později ruské a světové kosmonautiky:
- Sputnik (raketa)
- Vostok (nosná raketa)
- Voschod (nosná raketa)
- Molnija (nosná raketa)
- Poljot (raketa)
- Sojuz (nosná raketa)